# Achirus lineatus
Achirus lineatus is een  straalvinnige vissensoort uit de familie van de Amerikaanse tongen (Achiridae). De wetenschappelijke naam is gepubliceerd in 1758 door Linnaeus in de tiende editie van Systema naturae.